# Carella
Carella (Carella in dialetto brianzolo, AFI: [caˈrɛla]) è una frazione geografica del comune italiano di Eupilio posta ad est del centro abitato, verso Pusiano.

## Storia
Carella fu un antico comune del Milanese.
Registrato agli atti del 1751 come un villaggio di 236 abitanti, nel 1786 entrò per un quinquennio a far parte della Provincia di Como, per poi cambiare continuamente i riferimenti amministrativi nel 1791, nel 1797 e nel 1798, quando contava 367 anime.
Portato definitivamente sotto Como nel 1801, alla proclamazione del Regno d'Italia nel 1805 risultava avere 347 abitanti. Nel 1809 il municipio fu soppresso su risultanza di un regio decreto di Napoleone che lo unì per la prima volta a Penzano, ma il Comune di Carella fu restaurato nel 1816 dagli austriaci dopo il loro ritorno. Nel 1822 il governo asburgico gli annesse l'ormai contiguo villaggio di Mariaga, tanto da cambiar nome al comune in Carella con Mariaga, che 1853 risultò essere popolato da 559 anime, scese a 540 nel 1871. Il censimento del 1921 registrò 534 residenti, ma nel 1927 il regime fascista decise la definitiva soppressione del municipio, aggregandolo nuovamente a Penzano nella neonata Eupilio.